# なめがたしおさい農業協同組合
なめがたしおさい農業協同組合（英称:JA Namegata, Shiosai）は、茨城県鹿行地区を管区とする農業協同組合。略称はなめがたしおさい農協、JAなめがたしおさい。

## 概要
行方市、潮来市を管轄区域としていた「なめがた農業協同組合」と、鹿嶋市、神栖市を管轄区域としていた「しおさい農業協同組合」が2019年2月に合併して成立した。しおさい農協は神栖地区・波崎地区を中心としてピーマンの出荷量が全国の単位農協で最多（自治体としても神栖市が作付け面積が全国最大）である一方、なめがた農協はサツマイモやレンコン、ミツバなどを中心に約60品目の多品種栽培を誇る。
県内販売高1位の巨大農協である。合併にあたっては対等合併とし、組織上はしおさい農協を存続法人として、なめがた農協を吸収合併した。また金融機関コードもしおさい農協のものを引き継いだが、合併後の名称には「なめがた」の語を先行させるなど、両組合双方に配慮した形となった。
旧・なめがた農協の棚谷保男組合長を合併農協の初代代表理事組合長に、旧・しおさい農協の安藤昌義組合長を副組合長に選出、さらに旧両農協の専務、常務はそれぞれ合併農協の専務（2名）、常務（2名）に留任した。また、旧両農協の本店をそれぞれ本部とする2本部制を敷いている。

### 2本部制
| 拠点名称                   | 役割                                          | 所在地                     | 旧施設名         |
| -------------------------- | --------------------------------------------- | -------------------------- | ---------------- |
| 金融共済本部               | 主たる事務所およびJAバンクの勘定上の本店      | 茨城県神栖市深芝2752番地5  | 旧JAしおさい本店 |
| 総務企画本部・営農経済本部 | 事務機能上の本部・ 営農および経済事業上の本店 | 茨城県行方市麻生3346番地25 | 旧JAなめがた本店 |

## 沿革

### 旧・しおさい農業協同組合
- 1994年8月1日 - 常陸大野農業協同組合、常陸鹿島農業協同組合、神栖町農業協同組合が合併して、しおさい農業協同組合が発足[4] 。
- 1995年5月1日 - 波崎町農業協同組合を合併。

### 旧・なめがた農業協同組合
- 1988年8月1日 - 牛堀町農業協同組合、牛堀町八代農業協同組合、潮来町農業協同組合、麻生町農業協同組合、玉造町農業協同組合、北浦村農業協同組合が合併して、なめがた農業協同組合が発足。

### 合併までの経緯
- 2018年
  - 5月14日 - 合併協議会の設立が発表される[5]
  - 7月11日 - 合併が正式に決定し、両農協の組合長らによる調印式が執り行われる[3]。
- 2019年2月1日 - 合併・本店開所記念式典が執り行われる。

## 主な出荷品目
- 米
- ピーマン - 生産量・作付け面積とも全国最大であり、日本で唯一通年出荷を実現している[6]。
- トマト／ミニトマト
- キュウリ
- サツマイモ - 都道府県別生産量で2位の茨城県内で最大の出荷量を誇る。人気の主要品種ベニアズマにJA独自ブランド「紅こがね」を冠して販売している[7]。
- レンコン
- ミズナ
- ミツバ
- チンゲンサイ
- シャンサイ
- 春菊
- ほうれん草
- ネギ
- メロン - 神栖・波崎地区ではピーマン農家が並行して作っている[6]ほか、鹿嶋市などでは単独でも栽培されている。
- いちご（とちおとめ・いばらキッスほか[8]）

（【参考】:JAグループ茨城）

## 事業所

### 支店
| 店舗コード | 店舗名   | 所在地                      | 旧所属         |
| ---------- | -------- | --------------------------- | -------------- |
| 001        | 大野支店 | 茨城県鹿嶋市大字浜津賀871-1 | 旧しおさい農協 |
| 004        | 鹿嶋支店 | 茨城県鹿嶋市鉢形台2-3-7     | 旧しおさい農協 |
| 008        | 神栖支店 | 茨城県神栖市深芝2752-5      | 旧しおさい農協 |
| 010        | 麻生支店 | 茨城県行方市島並857-2       | 旧なめがた農協 |
| 011        | 潮来支店 | 茨城県潮来市辻929           | 旧なめがた農協 |
| 013        | 北浦支店 | 茨城県行方市山田3018-2      | 旧なめがた農協 |
| 019        | 玉造支店 | 茨城県行方市玉造甲1005-1    | 旧なめがた農協 |
| 100        | 本店     | 茨城県神栖市深芝2752-5      | 旧しおさい農協 |

### 地域センター
- しおさい地域センター - 神栖市深芝2752-5
- なめがた地域センター - 茨城県行方市島並857-35

### 農産物直売所
- 鹿島農産物直売所[13] - 鹿嶋市神向寺111-3

### その他の事業所
- 鹿嶋営農経済センター - 鹿嶋市浜津賀871-1
- 神栖営農経済センター - 神栖市木崎2877
- 知手出荷場 - 神栖市知手中央8-23-1
- 波崎営農経済センター - 神栖市太田1888-47
- 波崎青販部会選果場 - 神栖市太田1888-53
- 麻生営農経済センター - 行方市島並857-2
- JAメイト麻生 - 行方市島並857-35
- 麻生地区自然乾燥ライスセンター - 行方市矢幡47-1
- 潮来営農経済センター・JAメイト潮来 - 潮来市辻929
- 潮来地区自然乾燥ライスセンター - 潮来市大洲1748
- 北浦営農経済センター - 行方市山田3289
- JAメイト北浦 - 行方市山田3147-7
- 玉造営農経済センター - 行方市玉造甲2571
- JAメイト玉造 - 行方市玉造甲2571